# マット・ヒル
マット・ヒル（Matt Hill、1968年1月19日 -）は、カナダの男性声優。ブリティッシュコロンビア州・ノースバンクーバー出身。代表作は『エド・エッド・エディ』のエドなど。

## 概要
イヴァナ・チャバック・スタジオ、ギャスタウン・アクターズ・スタジオ出身 。映画俳優組合、ACTRA、UBCP会員 

## 出演作品

### テレビアニメ
1995年
- 鎧伝サムライトルーパー（真田遥）

1998年
- シャドウレイダース（パイラス）

1999年
- エド・エッド・エディ（エド）

2000年
- Cardcaptors（ケロ）

2001年
- X-メン:エボリューション（ハボック/アレックス・マスターズ）
- らんま1/2（パンスト太郎）

2002年
- 犬夜叉（蛮骨）
- 超ロボット生命体トランスフォーマー マイクロン伝説（英語版は『アルマダ』）（カルロス）

2003年
- ゾイドフューザーズ（ラットル、バーテンダー、ジーン・ホリデイ）
- とっとこハム太郎（ロベルト高城）
- ロックマンエグゼ（アクアマン）

2004年
- 機動戦士ガンダムSEED（キラ・ヤマト）
- トランスフォーマー スーパーリンク（英語版は『エネルゴン』）（アイアンハイド（日本名はロードバスター）、カルロス）

2005年
- 機動戦士ガンダムSEED スペシャルエディション 虚空の戦場（キラ・ヤマト）
- 機動戦士ガンダムSEED スペシャルエディションII 遥かなる暁（キラ・ヤマト）
- スターオーシャンEX（クラウド）

2006年
- 機動戦士ガンダムSEED DESTINY（キラ・ヤマト）

2007年
- .hack//Roots（英世）

2013年
- パックワールド（スキーボ）

### 劇場アニメ
2002年
- 劇場版 カードキャプターさくら（ケルベロス）

### OVA
1996年
- ぼくの地球を守って（薬師丸未来路）

2005年
- 機動戦士ガンダムSEED スペシャルエディション完結編 鳴動の宇宙（キラ・ヤマト）

### ゲーム
2005年
- 犬夜叉 奥義乱舞（蛮骨）

2009年
- FusionFall（エド）

2011年
- ガンダム無双3（キラ・ヤマト）

### 映画
1993年
- ニンジャ・タートルズ3（ラファエロ）※スーツアクター

1995年
- 家庭崩壊/隠されたレイプ事件（ジョニー）

2003年
- シャンハイ・ナイト（エージェント）

### テレビ映画
1996年
- ザ・タイタニック（フィリップス）

1997年
- バイオハザード（カール）

### テレビドラマ
1995年
- X-ファイル（ハリー・ダナム） ※シーズン2第15話「新鮮な死体」に出演

1997年
- ニンジャ・タートルズ・ザ・ネクスト・ミューテーション（ラファエロの声）

1998年
- パワーレンジャー・イン・スペース（ラファエロの声）

2002年
- Special Unit 2（リッチー）
- TAKEN（ウィリー）

2003年
- ジェイク2.0（ケビン）

### その他
- ヴォイスプリント（第3回ゲスト）